# VSCO
VSCO(i/ˈvɪskoʊ/), 이전 이름 VSCO 캠은 iOS 및 안드로이드 기기에서 사용할 수 있는 사진 모바일 앱이다. 이 앱은 조엘 플로리와 그렉 루체에 의해 만들어졌다. VSCO 앱을 통해 사용자는 앱 내에서 사진을 찍고 미리 설정된 필터와 편집 도구를 사용하여 편집할 수 있다.

## 역사
Visual Supply Company는 2011년 조엘 플로리와 그렉 루체에 의해 캘리포니아에서 설립되었다. VSCO는 2012년에 출시되었다. 2014년 5월에는 투자자로부터 4천만 달러를 유치했다. 2017년, VSCO는 구독 모델을 출시했다. 2018년 현재, Visual Supply Company는 투자자로부터 9천만 달러의 자금을 조달했으며 200만 명 이상의 유료 회원을 보유하고 있다. 2019년, VSCO는 인스타그램의 하이퍼랩스(Hyperlapse) 개발자가 설립한 비디오 편집 스타트업인 Rylo를 인수했다. Visual Supply Company는 본사가 있는 오클랜드와 시카고에 지점을 두고 있다. 2020년 12월 VSCO는 AI 기반 비디오 편집 앱인 Trash를 인수했다.
2018년 4월, VSCO는 사용자 수가 3천만 명을 넘어섰다.
2023년 9월, 에릭 위트먼이 새로운 CEO로 임명되었으며 공동 창립자 조엘 플로리는 집행위원장이 되었다.

## 사용법
앱을 사용하려면 계정을 등록해야 한다.
사진은 앱에서 직접 찍거나 카메라 롤에서 가져올 수 있으며, 짧은 비디오나 애니메이션 GIF(앱에서는 DSCO라고 불림; iOS 전용)도 가능하다. 사용자는 다양한 사전 설정 필터나 "툴킷" 기능을 통해 사진을 편집할 수 있으며, 이 기능은 페이드, 선명도, 피부 톤, 색조, 선예도, 채도, 대비, 온도, 노출 및 기타 속성을 미세하게 조정할 수 있다. 사용자는 사진을 자신의 프로필에 게시할 수 있으며, 캡션과 해시태그도 추가할 수 있다. 사진은 카메라 롤로 다시 내보내거나 다른 소셜 네트워킹 서비스와 공유할 수도 있다. 사용자는 VSCO 연간 멤버십을 통해 자신의 카메라 롤에 있는 비디오를 편집할 수도 있지만, VSCO 필름 X 비디오를 VSCO 계정에 게시할 수는 없다.
JPEG 및 RAW 이미지 파일을 사용할 수 있다.

## 대중문화에서
VSCO의 오클랜드 본사는 부츠 라일리의 2018년 영화 쏘리 투 보더 유의 주요 촬영 장소였다.

## 같이 보기
- 프리퀄
- Picsart
- VSCO 걸